# سوزان شولتينج
سوزان شولتينج (مواليد 25 سبتمبر 1997) هي لاعبة تزلج على مسار قصير هولندية، فازت بالميدالية الذهبية في أولمبياد 2018.

## وصلات خارجية
- سوزان شولتينج على موقع SpeedSkatingBase.eu (الإنجليزية)
- سوزان شولتينج على موقع SpeedSkatingNews.info (الإنجليزية)
- سوزان شولتينج على موقع SpeedSkatingStats.com (الإنجليزية)
- سوزان شولتينج على موقع ShortTrackOnLine.info (الإنجليزية)
- سوزان شولتينج على موقع اللجنة الأولمبية الدولية (الإنجليزية)
- سوزان شولتينج على موقع أوليمبيديا (الإنجليزية)
- سوزان شولتينج على موقع تيم أن.أل (الهولندية)
- سوزان شولتينج على موقع اللجنة الأولمبية الهولندية (الهولندية)